# 帕斯科拉鎮區 (密蘇里州佩米斯科特縣)
帕斯科拉鎮區（英語：Pascola Township）是位於美國密蘇里州佩米斯科特縣的一個行政鎮區。

## 地方資料
帕斯科拉鎮區的面積為148.41平方千米，當中陸地面積為147.49平方千米，而水域面積為1.22平方千米。根據2020年美國人口普查的數據，當地共有人口382人，而人口密度為每平方千米2.57人。